# Shrek Forever After
Shrek Forever After (titulada Shrek para siempre: El capítulo final en Hispanoamérica y Shrek: Felices para siempre en España) es una película de animación estadounidense de 2010, dirigida por Mike Mitchell, siendo la cuarta entrega de la filmografía de Shrek. Fue producida por DreamWorks Animation y distribuida por Paramount Pictures. Se estrenó el 21 de mayo de 2010 en Estados Unidos.

## Argumento
Antes de que Shrek rescatara a Fiona de la Torre del Dragón, los reyes de Muy Muy Lejano, Harold y Lilian, hicieron un viaje secreto a una comunidad de brujas malvadas, desesperados por sacar a su hija de su prisión y romper su hechizo, pidiendo auxilio al enano hechicero Rumpelstiltskin quien, a través de contratos mágicos puede darles a las personas lo que piden y cumplir sus deseos, pero siempre pagando un precio. El enano les afirma a los reyes que, si firman el contrato, el hechizo de Fiona se romperá y saldrá de su prisión. Sin embargo, a cambio les pide que le cedan el control de Muy Muy Lejano. Los reyes, de acuerdo con que su hija es lo más importante para ellos, deciden firmar. Pero antes de hacerlo, son informados de que la princesa fue rescatada, por lo que Harold rompe el contrato. Esto provoca que Rumpelstiltskin desarrolle un gran odio hacia Shrek, pues gracias a su intervención sus planes se vieron frustrados y terminó en la ruina total. 
En la actualidad, tras los sucesos de Shrek tercero, después del fallecimiento del rey Harold y con Arturo como nuevo rey de Muy Muy Lejano, Shrek vive ahora con su esposa Fiona, sus tres hijos, Fergus, Farkle y Felicia. Ahora es padre y es visitado por sus amigos Donkey ("Burro" en Hispanoamérica; "Asno" en España), el Gato con Botas y las crías de Donkey y Dragona. Sin embargo, esta vida llena de rutinas empieza a aburrir al ogro, quien desea volver a ser temido por los aldeanos, ya que ahora lo ven como una atracción turística (pues es molestado por un autobús turístico con regularidad).
El día del cumpleaños de sus hijos, la familia de ogros, junto con sus amigos se dirigen a Muy Muy Lejano para celebrar una fiesta junto con Jengibre, Pinocho, los tres cerditos y el Lobo feroz. Sin embargo, allí Shrek es llevado al límite de su paciencia cuando es molestado por un niño para que le gruña y haga un desastre con el pastel causado por Donkey y los Tres Cerditos, y Pinocho cantando. El ogro termina rugiendo de forma bestial, lo que hace que sus amigos lo aclamen. El Gato llega con otro pastel, pero Shrek, lleno de ira, aplasta el pastel y sale del lugar, lo que deja conmocionados a los presentes. Fiona lo sigue y le reprocha su actitud. Shrek le revela a Fiona sus deseos de volver a tener su vida de ogro anterior, antes de que la rescatara de la Torre del Dragón. Triste por la revelación de su esposo, Fiona le afirma a Shrek que lo tiene todo, una familia que lo ama y amigos que lo adoran, pero que la única persona que realmente no lo ve y lo valora es él mismo. Fiona entra de nuevo a la fiesta y Shrek se va a caminar por el bosque.
En el camino, Shrek observa el carruaje de Rumpelstiltskin, quien había oído la discusión anterior, y lo ayuda luego de estar supuestamente aplastado por el carruaje mientras arreglaba su rueda. A cambio, el enano se ofrece a llevarlo y le ofrece comida. Mientras prepara la cena, Rumpelstiltskin revela su trabajo de contratos mágicos y al escuchar el deseo del ogro, le ofrece el contrato de “Ogro por un Día”, el cual le permitirá volver a ser temido y odiado por un día entero. Sin embargo, para que la magia funcionara, tenía que estar dispuesto a renunciar a un día de su vida. Rumpelstiltskin le sugiere que puede ser un día del cual no tenga memoria, cuando era solo un bebé. Shrek acepta y firma el contrato.
En ese momento, el enano desaparece y la realidad de Shrek se destruye, reapareciendo en medio del bosque, solamente con su contrato. Sin embargo, antes de poder leerlo, escucha el autobús turístico acercándose. Pero al verlo, no lo reconocen, lo que hacen que se espanten y terminen chocando contra un árbol mientras que las personas que estaban arriba huyan despavoridas y llenas de miedo. Shrek se da cuenta de que el contrato funcionó y se va a una aldea cercana a asustar a todos, lleno de felicidad porque nuevamente lo temen y quieren cazarlo.
Después de divertirse un rato, mientras se pasea por el bosque, Shrek encuentra carteles de “Se Busca Ogro” con su imagen. También se da cuenta de que hay otros carteles, pero éstos tienen la imagen de un ogro que se asemeja demasiado con Fiona. Al temer que algo le haya pasado a ella o a sus hijos, Shrek va a buscarlos a su casa, sin embargo, donde se supone debe estar su hogar está vacío e inhabitable. Shrek sale del lugar y un grupo de brujas malvadas lo atacan y lo capturan para después dejarlo inconsciente. Al despertar, se da cuenta de que se encuentra atrapado en un carruaje que es impulsado por Donkey, quien trabaja para las brujas y no reconoce a Shrek. Le revela que lo están llevando a donde llevan a todos los ogros, con Rumpelstiltskin, quien es Rey de Muy Muy Lejano. El pueblo ahora se encuentra en la ruina total, pues todos los aldeanos viven de manera deplorable, mientras que, en el castillo, los ogros capturados son tratados como esclavos.
Shrek entra con las brujas a donde se encuentra Rumpelstiltskin, quien le explica al ogro que, gracias a su trato, los reyes de Muy Muy Lejano le cedieron el reino, y aquí se revela que el contrato que les ofreció en un inicio a los monarcas se trataba de una farsa, pues si firmaban el contrato, serían desintegrados de la existencia, lo que permitiría que Rumpelstiltskin y su ejército de brujas malvadas se apoderaran del reino. El enano le cuenta a Shrek que la razón por la que todo eso fue posible, es que, al firmarle el contrato, Rumpelstiltskin borró el día de su nacimiento, por lo que en ese universo no conoció a sus amigos, a Fiona y sus hijos no existen (y por lo tanto, jamás habrían sucedido los hechos anteriores a la firma del contrato, ni la sucesión de Harold a Arturo). Y para empeorarlo todo, Rumpelstiltskin le informa que, al ser ajeno a esa realidad, cuando el día termine, Shrek desaparecerá para siempre. Furioso por las burlas del enano y de sus brujas, Shrek logra liberarse, robando una de las escobas mágicas de las brujas y escapar del palacio junto con Donkey.
Por el temor que Donkey siente al conocer a Shrek y temiendo que se lo vaya a comer, él huye despavorido alejándose lo más posible del ogro. Shrek se lamenta y llora la pérdida de su vida anterior, dándose cuenta de todo lo que había perdido al ver un muñeco chillón en forma de ogro que le había quitado a su hija Felicia por estar haciéndolo sonar en su oreja durante su fiesta. Donkey, al mirar a Shrek tan melancólico, regresa para intentar consolarlo, el ogro le revela el contrato que firmó al animal, quien le revela que, al vivir por tantos años con las brujas, aprendió como descubrir la forma de anular el trato: la única forma de romper la validez y el hechizo de Rumpelstiltskin, es que Shrek le dé el Beso del Verdadero Amor a Fiona, para poder recuperar su vida. Donkey le pregunta dónde cree que pueda estar ella, por lo que el ogro teoriza que la princesa todavía podía estar encerrada en la Torre del Dragón, por lo que se dirige a la fortaleza. Sin embargo, al llegar, se sorprende al ver el cuarto vacío, con las finas cortinas que cubrían la cama de la princesa rasgadas y la pared llena de un sinfín de marcas que revelaban todos los días que había estado en su prisión.
Encuentra su tiara y la tela que le había dado el día en que la rescató, por lo que la lleva con Donkey con la esperanza de que su olfato lo pueda ayudar a encontrarla. Sin embargo, el animal termina siguiendo el olor de unos gofres frescos que estaban en medio del bosque. El animal lame una gota de miel, lo que provoca que una trampa se accione, sea lanzado a un túnel oculto subterráneo y arrastrado por una soga a otro lado. El ogro, siguiendo la voz de su amigo, llega hasta el hogar oculto, que está habitado completamente por un grupo amplio de ogros. Uno de ellos llamado Brogan, le da la bienvenida, presentándose como la Resistencia, que pelea con el sueño de derrocar a Rumpelstiltskin y liberar a sus amigos ogros que se encuentran cautivos en el castillo. También observa como habían atado a Donkey con la idea de cocinarlo y comérselo. Sin embargo, Shrek interviene y lo salva. En ese momento, llega Fiona, que también pertenece a la Resistencia y de hecho es la líder. Shrek corre para abrazarla, pero ésta lo golpea al no conocerlo en esa realidad. En ese momento, una patrulla de brujas pasa volando en su escoba. Mientras se ocultan, Brogan le dice a Fiona que las patrullas seguirán pasando, por lo que se organiza una emboscada.
En el castillo, Rumpelstiltskin está furioso y nervioso por el hecho de que Shrek hubiera escapado, pues sabe que está en riesgo su mundo perfecto mientras el ogro siga existiendo y tenga la posibilidad de darle el Beso del Verdadero Amor a Fiona. Durante una cena, mientras amenaza a sus brujas con agua (que las derrite al estar en contacto con ella), una de ellas le da la idea de contratar a un cazarrecompensas para cazar a todos los ogros de una vez por todas. Revelándose después que se trata del flautista de Hamelín, cuya flauta tiene la habilidad de controlar varias criaturas, incluyendo los ogros. Mientras, en el campamento de la Resistencia, Shrek y Donkey escuchan como Fiona les informa a sus compañeros que Rumpelstiltskin dirigirá la cacería de ogros esa misma noche, teniendo la oportunidad de atacarlo directamente y derrocarlo de una vez por todas. El ogro, con el fin de reconquistar a Fiona, intenta darle un detalle romántico como una cesta de regalos y un globo de rana.
Al ir a su tienda, Shrek descubre que el Gato con Botas es la mascota de Fiona, sin embargo, éste se ha retirado, ya no usa su característico atuendo de capa, sombrero y botas, incluyendo que ahora está bastante gordo debido a todos los cuidados y comida que la ogresa le da. Fiona llega a la tienda y se sorprende con Shrek, al negar el detalle del ogro, lo saca de su tienda para que se prepare para la emboscada de esa noche. Durante la cena, mientras Donkey entretiene a los ogros, uno de ellos llega con los escarabajos que le había dado a Fiona y le da la idea que, para conquistarla, necesita demostrar sus habilidades de batalla. Shrek decide ir a su campo de entrenamiento donde está Fiona, quien, al ver que el ogro no tiene habilidades de lucha, decide entrenar con él, lo que resulta en un momento divertido y aparentemente romántico que Gato ve, sin embargo, al ser la ogresa más ruda en esa realidad, corta con el momento y se va, ordenando a Shrek que se prepare para la batalla.
Mientras el ogro camina por el campamento, Gato lo sigue, diciendo que vio una chispa especial en Fiona que pensó se había apagado hace años, afirmando que solo vería algo así cuando ella conociera a su verdadero amor. Shrek defiende su postura de ser el verdadero amor de Fiona, revelando también que conoce su hechizo y cómo romperlo. Gato, al oír eso, le dice a Shrek que le demuestre a Fiona que él es su amor, diciéndole cosas que solo él sabe de ella. En el bosque, mientras esperan la caravana de Rumpelstiltskin, Shrek sigue a Fiona y le revela que está al tanto de su hechizo, lo que asusta a la princesa, la cual mantiene en secreto eso del resto de los ogros. Sin embargo, el ogro le revela más secretos que sabe solo de ella debido al tiempo que estuvieron juntos en su antigua realidad. Sin embargo, esto provoca que Fiona no les de la señal a los ogros, Brogan la da, pero descubren que la caravana solo se trataba de una trampa, lo que resulta en la revelación del Flautista de Hamelín, que empieza a tocar su flauta, lo que provoca que los ogros, junto con Shrek y Fiona comiencen a bailar sin poder detenerse y sigan al hombre, que los guía al castillo.
Donkey y Gato, que estaban a la distancia, logran salvar a Shrek y Fiona en una carreta que era impulsada por Donkey, sin embargo, en la carrera para intentar alejarse de esa música, todos caen a un acantilado hacia un río. Mientras en el castillo, Rumpelstiltskin se enfurece al ver que Shrek y Fiona pudieron escapar. Como último recurso, hace un comunicado a todo el pueblo de Muy Muy Lejano para que cacen al ogro, prometiendo el “Contrato de la Vida”, el cual hará cualquier deseo realidad, lo que impulsa a todo el pueblo buscar al ogro. El grupo logra salir del río, sin embargo, Fiona decide ir al castillo a salvar a sus amigos, Shrek le pide que lo bese, como un intento desesperado. Fiona accede a regañadientes y lo besa, sin embargo, esto no resulta, ya que ella no lo ama a él. Aquí, le revela que ella dejó de creer en esas cosas por ser solo un tonto cuento de hadas, que esperó por mucho tiempo a un amor que la salvará de la Torre del Dragón, pero que nunca llegó, por lo tanto, ella misma se salvó, reprochando a Shrek que, si decía ser su verdadero amor, le falló al nunca ir a su rescate o estar a su lado. Fiona se va al castillo sola.
Mientras tanto, Jengibre intenta cazar a Shrek, sin embargo, éste lo toma en sus manos y le pide que le explique lo que sucede. Le revela la oferta de Rumpelstiltskin y lo que prometió dar a cambio de llevarlo ante él. El ogro se encamina al castillo y se entrega, lo que resulta en que él se quede con el “Contrato de la Vida”. El enano le afirma que solo el Beso del Verdadero Amor anulará su contrato pasado, a lo que el ogro le responde que no fue por eso por lo que se entregó. En eso, mientras afuera del castillo Donkey y Gato esperan a su amigo, todos los ogros atrapados aparecen afuera junto con ellos, revelando que el deseo de Shrek fue liberar a todos los suyos con la esperanza de que dejen de ser cazados y que Fiona esté libre. Sin embargo, al llevarlo a donde es encadenado y estará encerrado, se revela que la ogresa no fue liberada, ya que ella no es una ogresa verdadera debido al hechizo que la transforma en humana de día.
Fiona le agradece a Shrek lo que hizo, y que ha sido algo muy valiente. Pero él se disculpa con ella, por no haber estado ahí cuando más lo necesitaba, a lo que la ogresa responde que, a pesar de eso, está ahí con ella. Afuera, Donkey, Gato y los ogros planean cómo rescatar a Shrek, y Donkey deduce que para entrar ahí tienen que hacer lo mismo que hicieron Shrek y él para escapar la primera vez que fue capturado. Durante la noche, llega una nueva esfera de espejos (que fue destruida por los dos amigos cuando escaparon del palacio) y Rumpelstiltskin decide usarla para su espectáculo, que incluye que los dos ogros se enfrenten a la Dragona, que había sido llevada al castillo y que al no conocer a ninguno de los dos es una fiera salvaje que intenta matarlos. Sin embargo, Donkey y Gato (que se ha vuelto a poner su atuendo) se escabullen sobre la esfera, revelándose después que se trata de una trampa hecha con los escudos de la Resistencia y que el ejército se encuentra en su interior, liberándose y comenzado la pelea contra las brujas.
Mientras que Donkey y Gato entran a la celda (ubicada en una parte subterránea del salón) auxiliar a Fiona y Shrek, quien le dice a Donkey que coquetee con la Dragona en un intento de que se tranquilice, y aunque en un principio parece lograrlo, ella se traga a Donkey, siendo escupido después gracias a que Gato le encajó su espada. Después de usar las cadenas que los mantienen cautivos, ambos ogros logran neutralizar a la Dragona mientras que el resto de su grupo derrota a las brujas. Rumpelstiltskin intenta escapar en su oca gigante, pero Shrek, usando sus cadenas, le atan la pata, salen de la celda junto con Fiona y hace que el animal descienda abruptamente, lo que termina con el enano cayendo del techo y siendo capturado por la ogresa, quien grita con entusiasmo que la victoria es suya.
Después de capturar al enano, Fiona le afirma a Shrek que hacen un buen equipo, sin embargo, el sol comienza a salir, por lo que el ogro comienza a desaparecer en una intensa luz amarilla. Antes de hacerlo, en un momento lleno de emotividad, le termina de contar a Fiona como era su vida, diciendo que tienen tres hermosos hijos y que una se llama Felicia, a lo que la ogresa dice que ella siempre quiso tener una niña con ese nombre y él le da el muñeco de su hija. El ogro le agradece que le haya dado la oportunidad de enamorarse de ella una vez más, Fiona le da un beso en el último momento antes de que Shrek desaparezca, dejando triste a todos sus amigos. Sin embargo, cuando la luz del sol toca a Fiona, Gato se sorprende al darse cuenta de que todavía es una ogresa. Ella, al ver esto, se da cuenta de que el hechizo se ha roto y que ha tomado la forma de su verdadero amor. En ese momento, gracias al beso de la ogresa, el trato entre Shrek y el enano se ha roto, el contrato es anulado, la dimensión torcida creada por Rumpelstiltskin comienza a destruirse y todos desaparecen de esa realidad (excepto el enano que cae en el vacío como paso con el ogro cuando firmó el contrato). 
Shrek despierta en el momento que da su rugido bestial en la fiesta de sus hijos. Dándose cuenta de que volvió justo en el momento que empezaron sus problemas, teniendo otra oportunidad ya que ninguno de sus amigos recuerda lo que pasó, decide enmendar las cosas, abrazando a Fiona y deseándole feliz cumpleaños a sus hijos. El ogro, finalmente le agradece a su esposa lo que hizo, ya que, aunque ella no lo recuerde, en esa ocasión, fue ella quien rescató a Shrek. Finalmente, se muestra la imagen de la familia de ogros feliz en una ilustración de un cuento de hadas de un libro que lleva por título “Shrek Para Siempre” que es guardado por el ogro. Sale de su casa y es recibido por sus amigos ogros de la realidad alterna quienes celebran junto con él y su familia. La película termina con una imagen de Shrek y todos sus amigos celebrando y jugando en el barro.
Durante los créditos se muestran imágenes de las películas anteriores de la franquicia: Shrek, Shrek 2 y Shrek tercero.

## Reparto
- Mike Myers como Shrek.
- Eddie Murphy como (Burro/Asno).
- Cameron Diaz como la Princesa Fiona.
- José Antonio Domínguez Banderas  como El Gato con Botas.
- Walt Dohrn como Rumpelstiltskin.
- Julie Andrews como la Reina Lillian.
- John Cleese como el Rey Harold.
- Jon Hamm como Brogan.
- Craig Robinson como Cookie.
- Conrad Gary Vernon como Jengi.
- Cody Cameron como Pinocho y Los tres cerditos.
- Aron Warner como El Lobo.
- Christopher Knights como Los tres ratones ciegos.
- Christopher Matthew Miller como El espejo mágico.
- Larry King como Doris.
- Regis Philbin como Mabel.
- Kathy Griffin como Baba.
- Jane Lynch como Gretched

### Doblaje
| Personaje                   | Actor de voz original      | Actor de doblaje       | Actor de doblaje       |
| --------------------------- | -------------------------- | ---------------------- | ---------------------- |
| Shrek                       | Mike Myers                 | Juan Antonio Muñoz     | Alfonso Obregón Inclán |
| Princesa Fiona              | Cameron Diaz               | Nuria Mediavilla       | Dulce Guerrero         |
| Asno/Burro                  | Eddie Murphy               | José Mota              | Eugenio Derbez         |
| El Gato con Botas           | Antonio Banderas           | Antonio Banderas       | Antonio Banderas       |
| Rumpelstiltskin             | Walter Robert Dohrn        | Pedro Molina           | Germán Ortega          |
| Brogan                      | Jon Hamm                   | Juan Carlos Gustems    | Raúl Anaya             |
| Cocinillas/Cookie           | Craig Robinson             | Rafael Calvo           | Roberto Mendiola       |
| Gretched/Florenda           | Jane Lynch                 | Enriqueta Linares      | Joanna Brito           |
| Reina Lillian               | Julie Andrews              | Rosa Guiñón            | Rosanelda Aguirre      |
| Rey Harold                  | John Cleese                | Eduardo Muntada        | Jesse Conde            |
| Jengi/El hombre de jengibre | Conrad Gary Vernon         | Aleix Estadella        | Jesús Barrero          |
| Pinocho                     | Cody Cameron               | Juan Miguel Valdivieso | Eduardo Garza          |
| Cerdito 1                   | Cody Cameron               | Juan Miguel Valdivieso | Moíses Iván Mora       |
| Cerdito 2                   | Cody Cameron               | Pedro José Martos      | José Gilberto Vilchis  |
| Cerdito 3                   | Cody Cameron               | Carlos Vicente         | Carlos Enrique Bonilla |
| Espejo Mágico               | Christopher Matthew Miller | Eduardo Elías          | Mario Filio            |
| Gepetto                     | Christopher Matthew Miller | Francisco Alborch      | Herman López           |
| Lobo feroz                  | Aron Warner                | Javier Amilibia        | Carlos Águila          |
| Padre de Butterpants        | Ryan Seacrest              | Xavier Fernández       | Víctor Ugarte          |
| Doris                       | Larry King                 | Michael Robinson       | Mario Arvizu           |
| Doris                       | Jonathan Ross              | Michael Robinson       | Mario Arvizu           |

## Recepción

### Recepción de la crítica
Shrek Forever After recibió críticas mixtas a favorables, considerando que la película era mejor que Shrek tercero, pero no tan buena en comparación con Shrek y Shrek 2. El sitio web Rotten Tomatoes informó que el 57% de los críticos le dieron a la película una crítica positiva, sobre la base de 201 comentarios, con una puntuación media de 5.9/10. Su consenso establece que: "Si bien no está exenta de buenos momentos, Shrek Forever After se siente demasiado a menudo como un refrito de recuerdos de las entradas anteriores de la franquicia". Entre los críticos "top", la película tiene una calificación general positiva del 45% sobre la base de 32 comentarios. Otro agregador de revisión, Metacritic, que asigna una calificación normalizada de 100 comentarios encima de la crítica dominante, calculó una puntuación media de 58 sobre la base de 35 comentarios, indicando calificación "mixta o promedio".
Pete Hammond, de BoxOffice, dio a la película 4.5 de 5 estrellas, manifestando: "Hilarante y sincera de principio a fin, esta es la mejor Shrek de todas ellas, y eso no es cuento de hadas. Toma prestado el estilo de ¡Qué bello es vivir! de Frank Capra y combina edición con grandes risas y la emoción de explorar lo que Muy Muy Lejano podría haber sido si nunca hubiera existido Shrek". James Berardinelli, de Reelviews, la calificó con 3 de 4 estrellas, diciendo: "A pesar de que Shrek Forever After es obligatoria e innecesaria, es mejor que Shrek tercero y es probable que más que asistir como una forma de decir adiós al alegre ogro verde no se encontrarán deseando haber tratado de una manera más rentable de gastar 90 minutos y pico". 
Lisa Schwarzbaum, de la revista Entertainment Weekly, calificó a la película con una B-, afirmando que: "Todas las personas involucradas cumplen los requisitos de su trabajo adecuadamente. Sin embargo, la magia se ha ido y Shrek Forever After ya no es un ogro fenómeno a tener en cuenta". El crítico de cine Peter Travers escribió para Rolling Stone: "Este es un paseo divertido. Lo que falta es la emoción de la nueva interpretación". María Pols, crítica de cine de Time, concluyó su reseña con: "¿Puede un ogro "saltar el tiburón"? Yo creo que sí", dándole a la película 1 estrella de 4 posibles. Kyle Smith, del New York Post, escribió que: "Después de la racha frenética de alusiones a cuentos de hadas y chistes en las tres primeras películas de Shrek, ésta se alarga junto con unas pocas escenas de acción, sobre todo con el sentido y ocasionales juegos de palabras leves".

## Secuela
Después del estreno de Shrek 2 en 2004, Jeffrey Katzenberg confirmó que tenía planeado que la saga de Shrek constara de 5 películas. Según él "la quinta tratará sobre cómo Shrek llegó al pantano de la primera película".
Tiempo después, se rumoreó que sería una 'intercuela' y que tomaría lugar después de los eventos de Shrek tercero y antes de lo ocurrido en Shrek Forever After. Su estreno habría sido en 2013.
Finalmente, el proyecto fue cancelado, convirtiendo a Shrek Forever After en la última película de la saga. Sin embargo, en febrero de 2014, Jeffrey Katzenberg insinuó que podría haber una quinta película, con Mike Myers y Eddie Murphy repitiendo sus roles como Shrek y Donkey, respectivamente.
En septiembre de 2016, Eddie Murphy reveló que una quinta película estaba en desarrollo y que el primer guion ya estaba escrito. En octubre de ese mismo año, Mitchell declaró que Michael McCullers había escrito el guion inspirado en una idea propia, con la intención de reinventar la franquicia. El 9 de julio del 2024, Shrek 5 es anunciada mediante las redes sociales de DreamWorks. La película está programada para estrenarse el 23 de diciembre del 2026 y confirma la participación de Mike Myers, Eddie Murphy y Cameron Diaz.

## Banda sonora
| Shrek Forever After: Music from the Motion Picture |                                    |                            |          |  |
| N.º                                                | Título                             | Cantante (es)              | Duración |  |
| 1.                                                 | «It's The Rumpelstiltskin Show!»   | Banda sonora original      |          |  |
| 2.                                                 | «Isn't It Strange»                 | Scissor Sisters            |          |  |
| 3.                                                 | «Tough Love for Baba»              | Banda sonora original      |          |  |
| 4.                                                 | «One Love/Sunshine and Rainbows»   | Antonio Banderas           |          |  |
| 5.                                                 | «Top of the World»                 | The Carpenters             |          |  |
| 6.                                                 | «Cupcake Party»                    | Banda sonora original      |          |  |
| 7.                                                 | «Rumpel's Party Palace»            | Mike Simpson               |          |  |
| 8.                                                 | «Pinocchio Gets His Wish»          | Banda sonora original      |          |  |
| 9.                                                 | «Click Click/Gingy's 'lil Sugar»   | Light FM, Lloyd Hemmings   |          |  |
| 10.                                                | «Darling I Do»                     | Landon Pigg, Lucy Schwartz |          |  |
| 11.                                                | «Shake Your Groove Thing»          | Mike Simpson               |          |  |
| 12.                                                | «Orinoco Flow»                     | Enya                       |          |  |
| 13.                                                | «Hello»                            | Lionel Richie              |          |  |
| 14.                                                | «Birthday Bash»                    | Banda sonora original      |          |  |
| 15.                                                | «Sure Shot»                        | The Beastie Boys           |          |  |
| 16.                                                | «Hook's Garrrrden»                 | Banda sonora original      |          |  |
| 17.                                                | «Right Back Where We Started From» | Maxine Nightingale         |          |  |
| 18.                                                | «Wheezer Wig»                      | Banda sonora original      |          |  |
| 19.                                                | «I'm a Believer»                   | Weezer                     |          |  |
| 20.                                                | «For Once in My Life»              | Stevie Wonder              |          |  |
| 21.                                                | «Home to Fifi»                     | Banda sonora original      |          |  |